# Do Shakh

Localização

Do Shakh é um povoado na província de Baghlan, no nordeste do Afeganistão.